# Petsjora (stad)
Petsjora (Russisch: Печора) is een stad in het noordoosten van de Russische autonome republiek Komi in noordoostelijk Europa. De stad vormt een grote haven aan de oostelijke oever van de gelijknamige rivier de Petsjora (rivier) iets ten westen van de Subarctische Oeral aan de Noordelijke spoorlijn op 558 kilometer ten noordoosten van Syktyvkar. De stad ligt op de taiga van het Laagland van Petsjora in een gebied met een gematigd landklimaat. De gemiddelde jaartemperatuur bedraagt -2,5 °C. Het is het bestuurlijk centrum van het district Petsjorski. Onder de stad vallen ook een viertal werknederzettingen en zeven selsovjets.
Bij de stad ligt de luchthaven Petsjora en de militaire luchthaven Petsjora Kamenka.
De naam van de stad is afkomstig van de rivier, waarvan het hydroniem waarschijnlijk komt van het Samojeedse Petsjera, hetgeen zoiets betekent als "bosbewoner" of "bos-Nenets".

## Geschiedenis
De stad ontstond door de aanleg van de Noord-Petsjora-spoorlijn, die tussen 1937 en 1942 werd gebouwd naar de steenkoolgebieden rond Vorkoeta. Van 1940 tot 1941 begon de bouw van een nederzetting rond het spoorwegstation Petsjora (die pas in 1950 officieel werd geopend) en van een nederzetting rond de haven Kanin Nos. Deze beide nederzettingen werden in 1949 samengevoegd tot de stad Petsjora. Van 1950 tot 1959 bevond zich het Goelagkamp Petsjora-ITL bij de plaats waar tot 47.000 mensen gelijktijdig werkten in de spoorsector en in diverse industrieën.

## Economie
De stad is vooral gericht op industrie en transport met als hoofdsector energetica (een thermische krachtcentrale). Verdere sectoren worden gevormd door de olie-productie, bosbouw, lichte industrie en voedingsmiddelenindustrie, machinebouw, metaalbewerking en fabrieken voor bouwmaterialen. Voor de olie-industrie (Timan-Petsjora) lopen een aantal pijpleidingen door de stad.
| 1959   | 1970   | 1979   | 1989   | 2002   | 2022   |
| ------ | ------ | ------ | ------ | ------ | ------ |
| 30.600 | 41.000 | 56.400 | 64.700 | 48.700 | 46.708 |

## Galerij

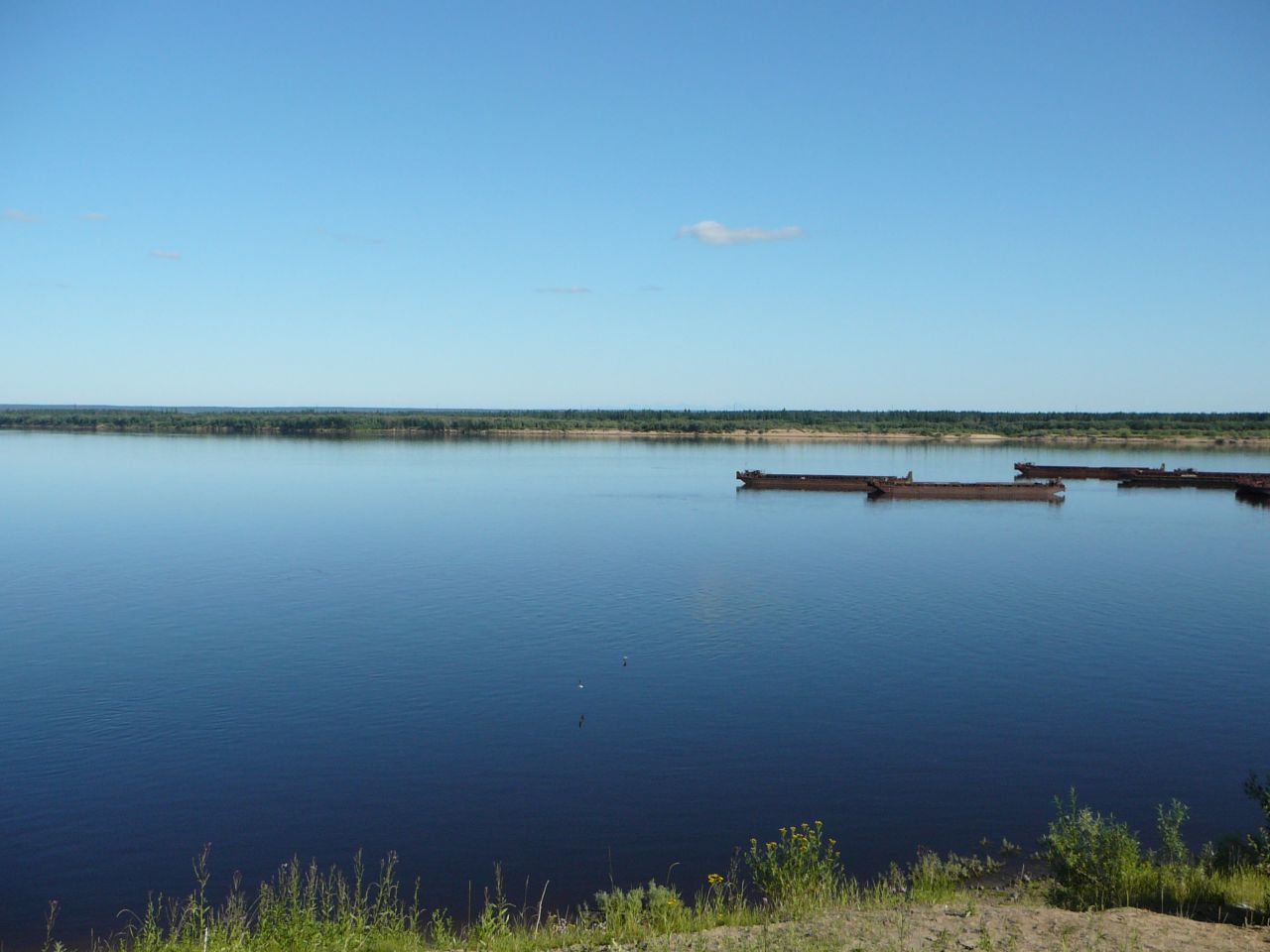
De rivier Petsjora in de stad Petsjora
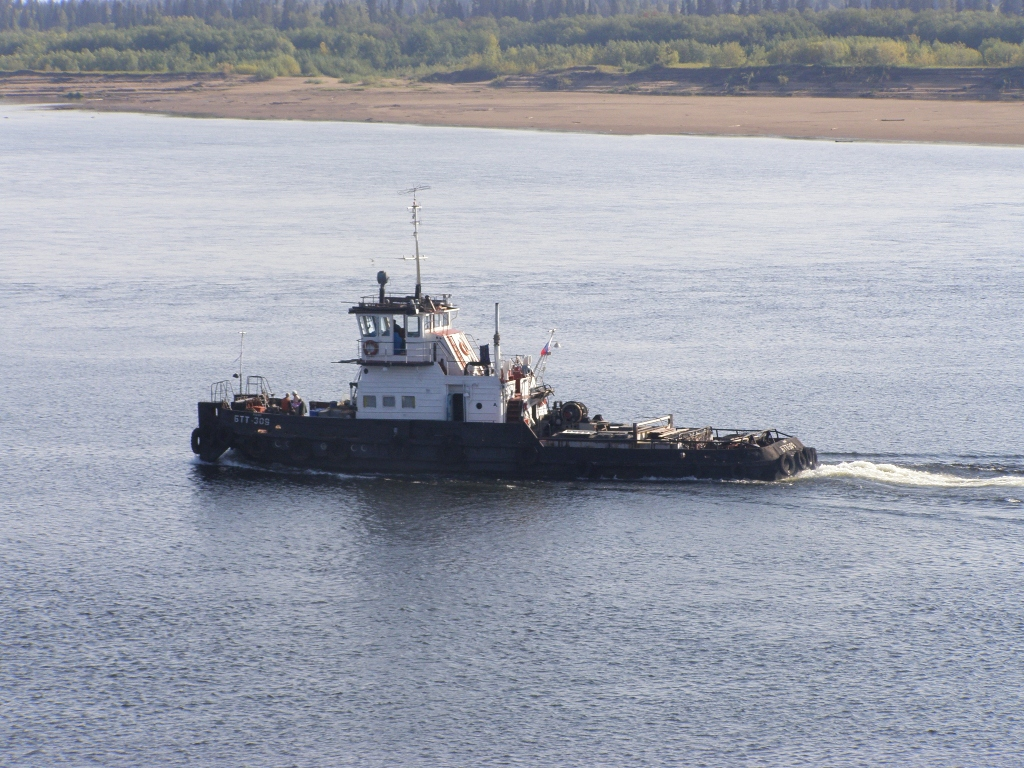
Een sleepboot op de Petsjora
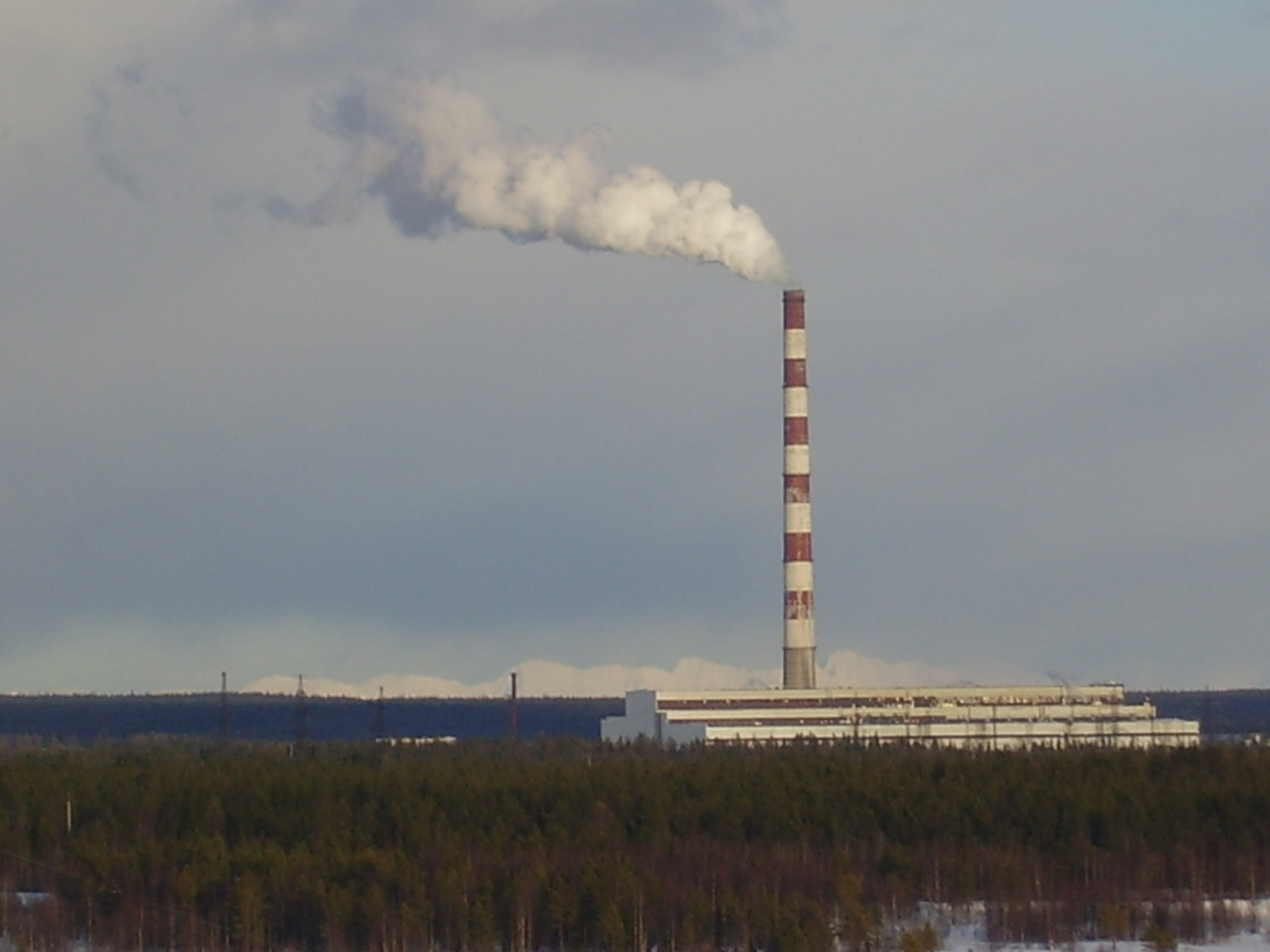
Gascentrale
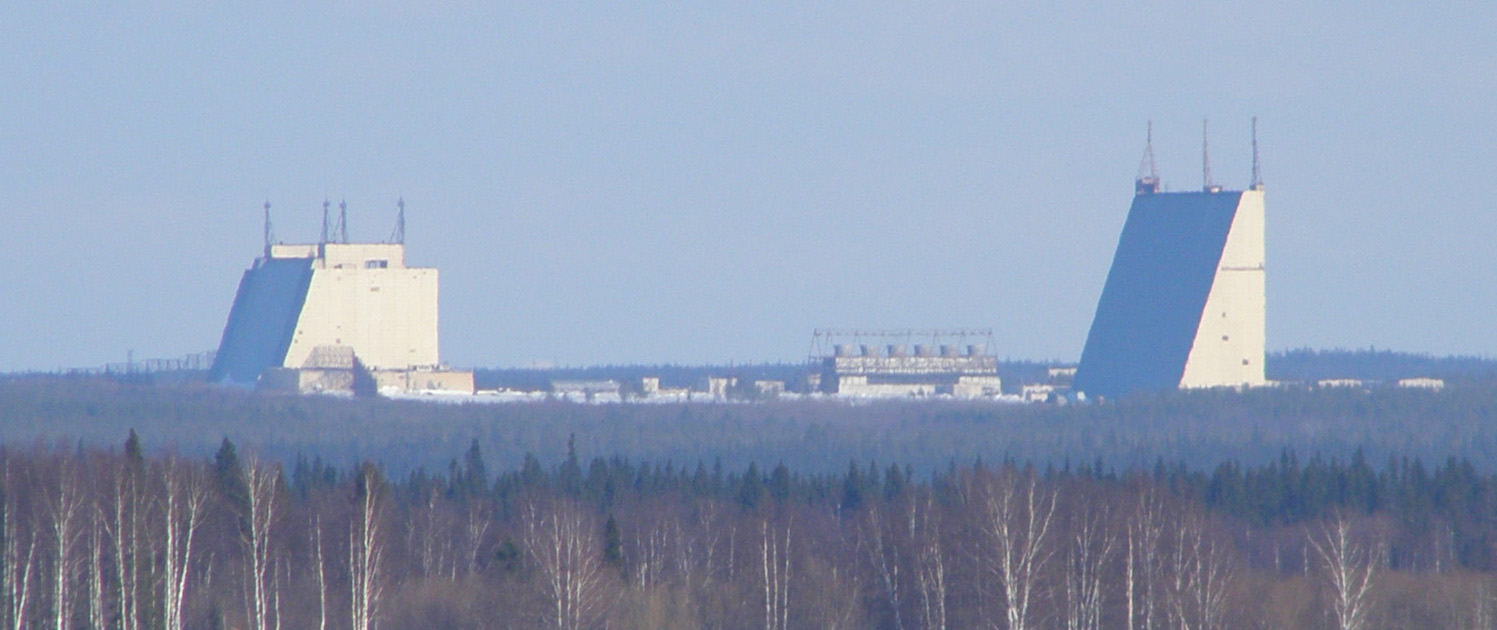
Radar 'Darjal' in Petsjora
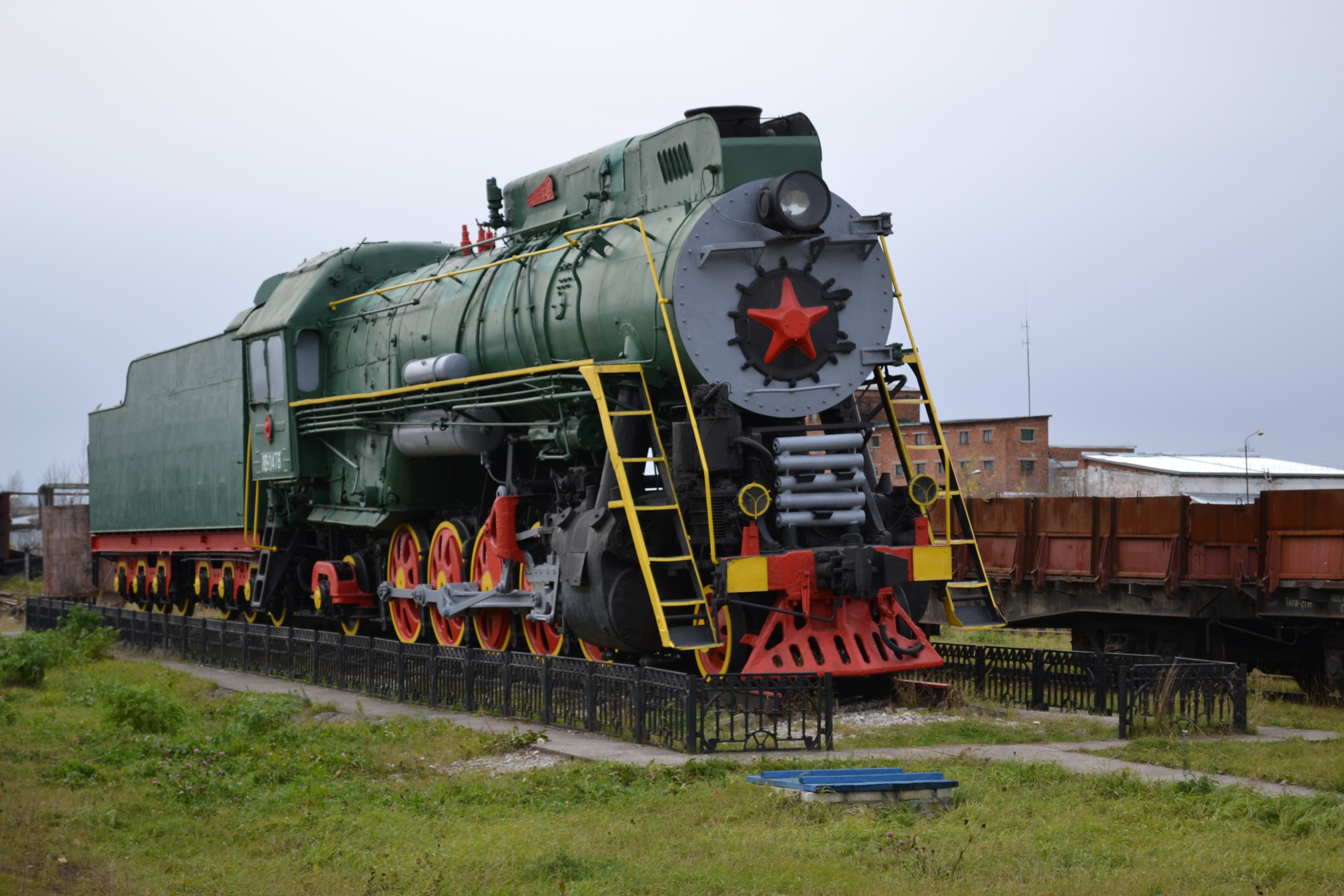
Stoomlocomotief op het treinstation Petsjora
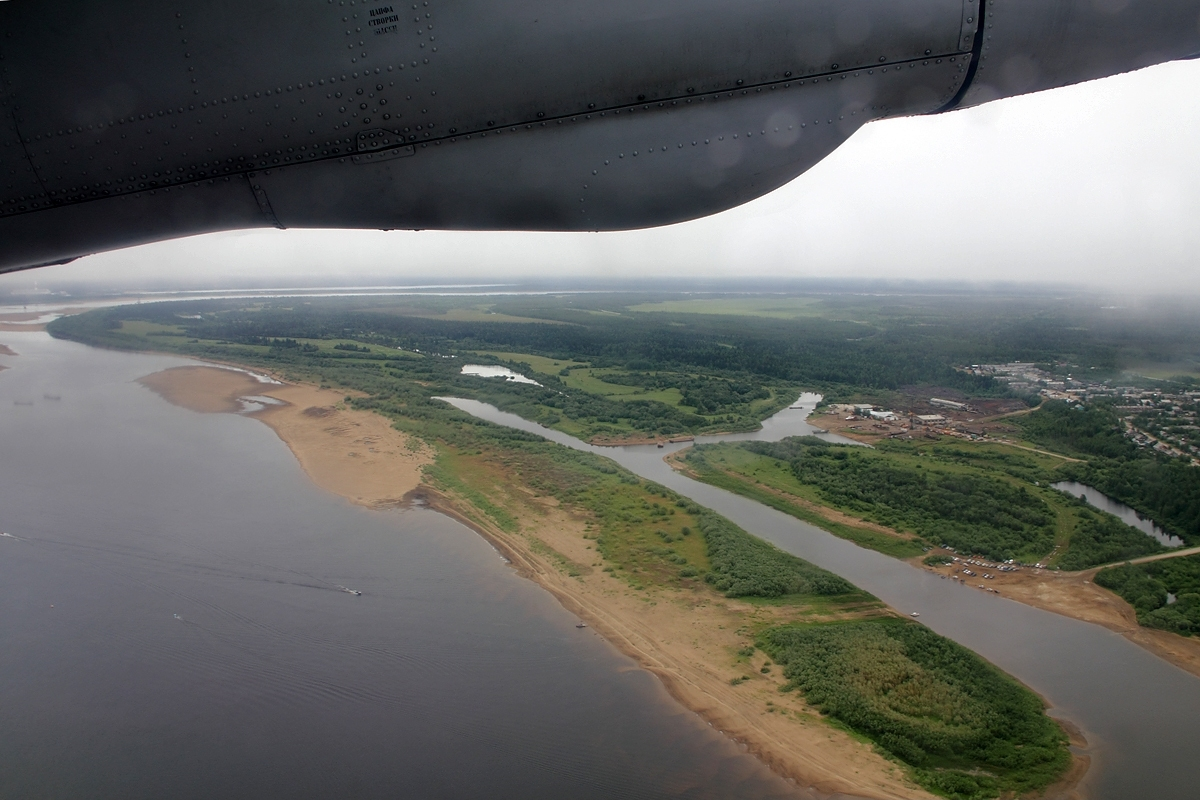
Uitzicht op de stad vanuit een vliegtuig
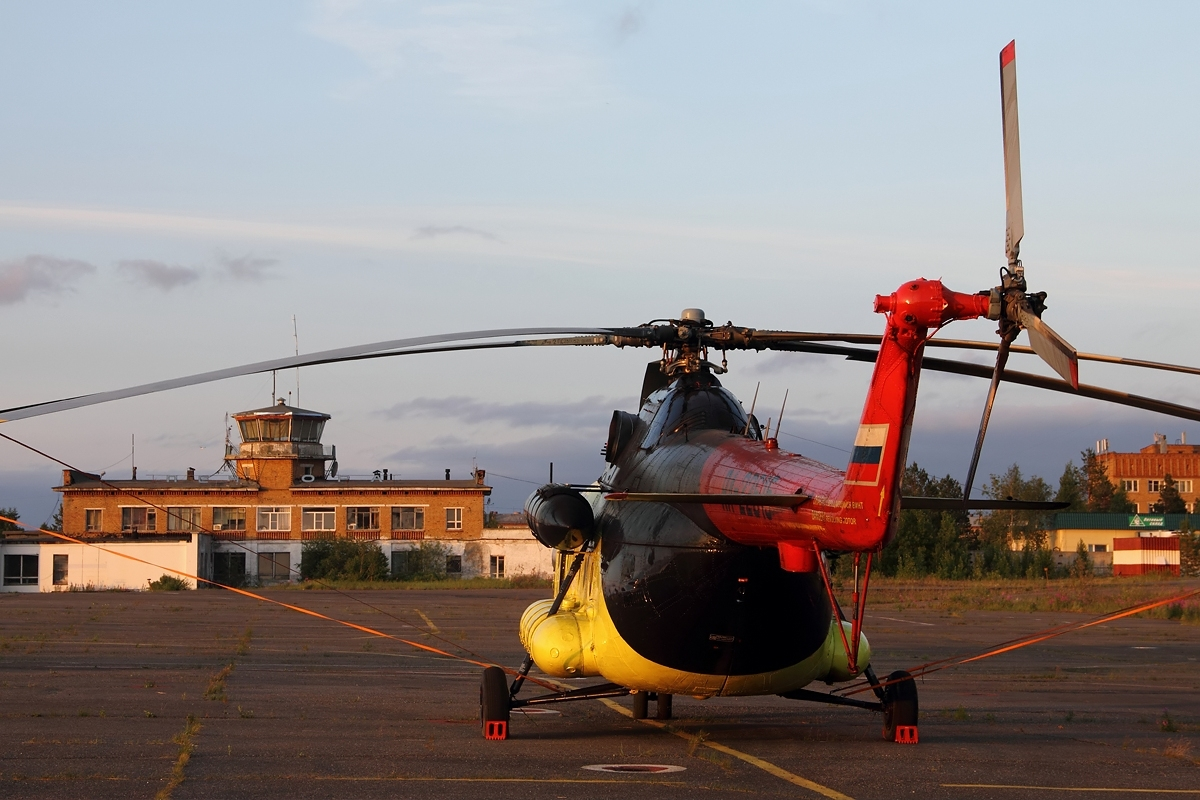
Luchthaven in Petsjora